# Corniche Varoise
Corniche Varoise este o arie protejată (sit de importanță comunitară — SCI) din Franța întinsă pe o suprafață de 28.995,44 ha, integral pe uscat.

## Localizare
Centrul sitului Corniche Varoise este situat la coordonatele 43°10′46″N 6°38′57″E / 43.17944°N 6.64917°E.

## Înființare
Situl Corniche Varoise a fost declarat arie specială de conservare în baza directivei 92/43 din 1992 referitoare la conservarea habitatelor naturale și a faunei și florei sălbatice pentru a proteja 11 specii de animale.

## Biodiversitate
Situată în ecoregiunea mediteraneană, aria protejată conține 25 de habitate naturale: Păduri de Quercus ilex și Quercus rotundifolia, Vegetație anuală la limita mareei, Faleze cu vegetație de Limonium spp. endemic de pe coastele mediteraneene, Pășuni mediteraneene udate de apa mării (Juncetalia maritimi), Dune de pe litoral fixate cu Crucianellion maritimae, Dune cu vegetație ierboasă Malcolmietalia, Matorral arborescenți cu Juniperus spp., Tufișuri de Laurus nobilis, Tufărișuri termo-mediteraneene și de pre-deșert, Pante stâncoase silicioase cu vegetație casmofită, Galerii și tufărișuri riverane sudice (Nerio-Tamaricetea și Securinegion tinctoriae), Păduri de Quercus suber, Straturi cu Posidonia (Posidonion oceanicae), Dune mobile cu vegetație embrionară, Bancuri de nisip acoperite în permanență slab de apă marină, Recifuri, Peșteri marine scufundate complet sau parțial, Dune mobile de-a lungul țărmului cu Ammophila arenaria („dune albe”), Ape oligotrofe în general din solurile nisipoase vest-mediteraneene, cu un conținut foarte redus de minerale, cu Isoetes spp., Păduri de Olea și Ceratonia, Iazuri temporare mediteraneene, Phrygana din Mediterana de Vest de pe vârfurile falezelor (Astragalo-Plantaginetum subulatae), Păduri de pin mediteraneene cu pini mezogeni endemici, Terase mlăștinoase și terase nisipoase neacoperite de apă la reflux, Golfuri mici largi și golfuri puțin adânci.
La baza desemnării sitului se află mai multe specii protejate:
- mamifere (4): liliac cu aripi lungi (Miniopterus schreibersii), liliac cărămiziu (Myotis emarginatus), liliacul mic cu potcoavă (Rhinolophus hipposideros), delfin mare (Tursiops truncatus)
- nevertebrate (4): croitorul mare al stejarului (Cerambyx cerdo), fluturele auriu (Euphydryas aurinia), Euplagia quadripunctaria, rădașcă (Lucanus cervus)
- reptile (3): Caretta caretta, țestoasa de baltă (Emys orbicularis), țestoasă bănățeană (Testudo hermanni)

Pe lângă speciile protejate, pe teritoriul sitului au mai fost identificate 1 specie de plante, 1 specie de păsări, 8 specii de mamifere, 6 specii de nevertebrate, 2 specii de pești, 1 specie de reptile.